# ماسایا ساتو
ماسایا ساتو (انگلیسی: Masaya Sato؛ زادهٔ ۱۰ فوریهٔ ۱۹۹۰) بازیکن فوتبال اهل ژاپن است.
از باشگاه‌هایی که در آن بازی کرده‌است می‌توان به باشگاه فوتبال ناگویا گرامپوس اشاره کرد.